# El sol desnudo
El sol desnudo (título original en inglés: The Naked Sun) es una novela de ciencia ficción de Isaac Asimov publicada primero por entregas en los números de octubre, noviembre y diciembre de 1956 de la revista Astounding Science Fiction y posteriormente por Doubleday como novela independiente en 1957. Es la segunda novela de la Serie de los robots, protagonizada por el detective de la Tierra Elijah Baley.

## Argumento
Por tener los mismos protagonistas principales, el detective Elijah Baley y el robot aurorano R. Daneel Olivaw, puede considerarse continuación de Bóvedas de acero aunque la acción central no transcurra en la Tierra sino en el planeta Solaria, en el siglo 47. Los siguientes personajes, todos solarianos, desempeñan un papel importante en la historia:
- Director general de Seguridad de Solaria (interino) Corwin Attlebish;
- Ingeniera fetal Klorissa Cantoro;
- Gladia Delmarre, esposa de Rikaine Delmarre;
- Ingeniero fetal Rikaine Delmarre (la víctima);
- Director general de Seguridad de Solaria (titular) Hannis Gruer;
- Especialista en robots Jothan Leebig;
- Sociólogo Anselmo Quemot;
- Médico Altim Thool.

Baley es convocado para resolver el asesinato de Rikaine Delmarre. Para ello debe enfrentar su miedo a los espacios abiertos, agorafobia compartida por todos los terrestres, y trasladarse a Solaria, uno de los 50 planetas extrasolares de la Vía Láctea entonces colonizados por la raza humana.
El planeta Solaria fue inicialmente un sitio de recreación y descanso de los más ricos del planeta Nexon, quienes decidieron luego independizarse. Los habitantes de Solaria, limitados a un máximo de 20.000, encomendaron prácticamente todas las tareas a eficientes robots positrónicos. La fabricación de estos robots es una reconocida especialidad de los solarianos y cada uno de ellos tiene a su servicio unos 10.000. La evolución cultural de los solarianos, que los llevó a vivir solos y aislados en sus enormes solares y comunicarse con otros casi exclusivamente por medios electrónicos (audio e imágenes tridimensionales), les generó pavor al contacto directo entre personas.
Dado el aislamiento de los solarianos, cuyos esporádicos contactos personales están limitados exclusivamente a los cónyuges, nadie duda de que Rikaine Delmarre fue asesinado por su esposa Gladia, la única que tuvo la oportunidad de cometer el crimen. No se conoce el motivo; peor aún, no se pudo identificar ni encontrar al arma asesina. Luego de los intentos frustrados de asesinar a Hannis Gruer y al propio Bayley, la parte policial de la novela culmina con el descubrimiento por este último del criminal y del ingenioso medio que usó para ocultar el arma que mató a Rikaine.
En el transcurso de la historia -análisis que hace también para las restantes leyes en otros libros de la saga- Asimov analiza profundamente las limitaciones de la Primera Ley de la Robótica, planteando si se puede lograr o no que un robot asesine a un ser humano.

### Trasfondo
El trasfondo de esta ingeniosa pero sencilla novela policial (cuyo nivel más obvio es el análisis de la oportunidad, el motivo y los medios para el crimen) es la exploración que hace Asimov, al igual que en toda la Saga de la Fundación, de los factores cruciales para el desarrollo de una civilización perdurable.
El primer factor analizado aquí, ya planteado en Bóvedas de acero, es la eliminación de la impredecibilidad y peligros del mundo natural mediante la creación del hábitat humano completamente controlado que son las techadas ciudades terrestres. El título de la novela, El sol desnudo, alude precisamente al resultante temor al aire libre y a la expansión al espacio exterior. La consecuencia inevitable del confinamiento, según Asimov, será a corto plazo la decadencia y a mediano plazo la extinción de la vida humana en la Tierra.
El segundo factor discutido en la novela es la importancia de la cooperación humana, ejemplificada aquí por la sociedad de Solaria, un conjunto de individuos casi autistas que no conviven y apenas interactúan entre sí, dejando el trabajo rutinario (y casi no hay allí otro tipo de trabajo) en manos de eficientes robots positrónicos. Asimov afirma que esto dificulta crecientemente cualquier innovación, llevando indefectiblemente a la decadencia y estancamiento total de los miembros de esa sociedad.

## Adaptaciones
La novela fue adaptada para una antología de la BBC, y emitida en febrero de 1969. La historia fue dramatizada por Robert Muller y dirigida por Rudolph Cartier. La música y los efectos sonoros fueron creados por Delia Derbyshire.
Reparto de la adaptación de la BBC2:
- Paul Maxwell como Elijah Baley
- David Collings como R Daneel Olivaw
- Sheila Burrell como Under-Secretary Minnim
- Neil Hallett como Hannis Gruer
- Erik Chitty como Dr Altim Thool
- Ronald Leigh-Hunt como Corwin Attlebish
- John Robinson como Dr Anselmo Quemot
- Raymond Hardy como Robot
- Roy Patrick como Robot
- John Scott Martin como Robot
- Gerald Taylor como Robot